# Antônio Bivar
Antônio Bivar Battistetti Lima (Ribeirão Preto, 1939 — São Paulo, 5 de julho de 2020) foi um escritor e dramaturgo brasileiro. Foi autor de diversas peças de sucesso, como a premiada Cordélia Brasil, que lhe valeu o prêmio Molière de 1970.
Participou intensamente da agitação inovadora dos movimentos de contracultura dos anos 60, 70 e começo dos 80. Foi organizador de O Começo do Fim do Mundo, o mais importante festival de música punk realizado no Brasil nos dias 27 e 28 de novembro de 1982 no SESC Pompeia (SP), que contou com a participação de bandas punks que fizeram história no cenário nacional e internacional, destaque especial para Inocentes, Olho Seco, Cólera e Ratos de Porão. Na obra Verdes vales do fim do mundo, escreveu um relato biográfico da sua estada de um ano e uma semana na Europa. Residiu em Londres, onde conviveu com outros nomes da cena cultural brasileira então exilados pela ditadura militar, como Jorge Mautner, Gilberto Gil, Caetano Veloso e Leilah Assumpção. No campo da dramaturgia escreveu outras obras premiadas como Alzira Power e Abre a janela e deixa entrar o ar puro e o sol da manhã.
Morreu em 5 de julho de 2020, em São Paulo, após contrair COVID-19.

## Livros
1. O que é punk (1982, ed. Brasiliense)
2. James Dean (1984, ed. Brasiliense)
3. Verdes vales do fim do mundo (1985, ed. L&PM)
4. Longe daqui, aqui mesmo (1995, ed. Best Seller/Círculo do Livro)
5. Chic-a-Boom (1991, ed. Siciliano)(2005, ed. A Girafa)
6. Yolanda (2004, ed. A Girafa)
7. Jack Kerouac: o rei dos beatniks (2005, Brasiliense)
8. Bivar na corte de Bloomsbury (2005, ed. A Girafa)
9. Histórias do Brasil Para Teatro (2007, ed.novo século)
10. Contos Atrevidos (2009, ed. Prumo)
11. O Teatro de Antônio Bivar/As Três Primeiras peças (2010, ed.Imprensaoficial)
12. Mundo adentro vida afora (2014, ed. L&PM)
13. Aos quatro ventos (2016, Ed. Reformatório)
14. Perseverança (2019, Ed. Humana Letra)

## Biografia
1. Bivar, O Explorador de Sensações peregrinas, por. Maria Lucia Dahl (2010,impresaoficicial)

## Teatro
1. Simone de Beauvoir, pare de fumar, siga o exemplo de Gildinha Saraiva e comece a trabalhar (1967, em co-autoria com Carlos Aquino)
2. Cordélia Brasil (1967)
3. Abre a janela e deixa entrar o ar puro e o sol da manhã (1968)
4. O cão siamês ou Alzira Power (1969)
5. A passagem da rainha (1969)
6. Longe daqui, aqui mesmo (1971)
7. Gente fina é outra coisa (1976 em co-autoria com Alcyr Costa)
8. Quarteto (1976)
9. Alice, que delícia! (1987)
10. Histórias do Brasil
11. Enfim o paraíso
12. Uma coroa nos trópicos
13. As raposas do café (os quatro últimos de 1983/90, em coautoria com Celso Luiz Paulini